# Naunton Wayne
Naunton Wayne (22 de junio de 1901 – 17 de noviembre de 1970) fue un actor teatral y cinematográfico de nacionalidad británica. 

## Biografía
Su verdadero nombre era Henry Wayne Davies, y nació en Llanwonno, Gales. Educado en el Clifton College, actuó por vez primera en los teatros londinenses con las obras Streamline, representada en el Palace en 1934, y 1066 and All That, llevada a escena en el Strand en 1935. Sin embargo, su primer papel importante no llegó hasta 1937, cuando actuó en Wise Tomorrow en el Teatro The Lyric. También fue Mortimer Brewster en Arsénico y encaje antiguo en el Strand durante cuatro años. 
En el cine se hizo conocido por su papel de Caldicott en el film de 1938 The Lady Vanishes, de Alfred Hitchcock, repitiendo su personaje en tres filmes posteriores, acompañando en todos ellos a Basil Radford en el papel de su amigo Charters, otro obsesionado por el críquet. La pareja actuó en varias películas, a menudo interpretando papeles similares. Entre ellas figuran Crook's Tour (1941), Millions Like Us (1943), Dead of Night (1945), It's Not Cricket (1949), Quartet (1948), Passport to Pimlico (1949), y Night Train to Munich (1940). Sin la compañía de Radford, Wayne actuó en varias producciones, entre ellas el film de los Estudios Ealing The Titfield Thunderbolt (1953) y Obsession (1949).
Además de su faceta interpretativa, Wayne fue miembro destacado de la The Stage Golfing Society.
Naunton Wayne falleció en Surbiton, Londres, en 1970.

## Teatro
- 1933-1934 : Streamline, de A. P. Herbert, con Esmond Knight
- 1937 : Wise Tomorrow, de Stephen Powys, con Esmond Knight, Martita Hunt, Diana Churchill y Nora Swinburne
- 1939-1940 : Giving the Bride away, de Margot Neville, con Finlay Currie y Basil Radford
- 1940-1941 : Black Vanities, de George Black
- 1942-1943 : Goodbye Children, de J. B. Priestley ; Arsénico y encaje antiguo, de Joseph Kesselring
- 1945-1946 : 1066 - And All That, de Reginald Arkell, con Isabel Jeans, Cathleen Nesbitt, Ivor Novello, Basil Radford, Michael Redgrave, Flora Robson y Torin Thatcher
- 1953 : Guys and Dolls, de Frank Loesser, Abe Burrows y Jo Swerling, con Lou Jacobi
- 1954-1955 : It's Different for Men, de Brenda Danischewsky
- 1956-1957 : The Bride and the Bachelor y Bachelor Borne, de Ronald Millar
- 1962 : The Big Killing, de Philip Mackie, con Frank Lawton y Leslie Phillips
- 1962-1963 : Vanity Fair, de Robin Miller, con Sybil Thorndike
- 1964-1965 : Heirs and Graces, de L. Du Garde Peach

## Selección de su filmografía
- 1932 : The First Mrs. Fraser, de Thorold Dickinson y Sinclair Hill
- 1933 : Going Gay, de Carmine Gallone
- 1933 : For Love of You, de Carmine Gallone
- 1934 : Something Always Happens, de Michael Powell
- 1938 : The Lady Vanishes, de Alfred Hitchcock
- 1939 : A Girl must live, de Carol Reed
- 1940 : Night Train to Munich, de Carol Reed
- 1941 : Crook's Tour, de John Baxter
- 1943 : Millions like us, de Sidney Gilliat y Frank Launder
- 1945 : Dead of Night, segmento Golfing Story, de Charles Crichton
- 1949 : Passport to Pimlico, de Henry Cornelius
- 1949 : Helter Skelter, de Ralph Thomas
- 1949 : Obsession, de Edward Dmytryk
- 1950 : Double Confession, de Ken Annakin
- 1950 : Highly Dangerous, de Roy Ward Baker
- 1950 : Trio, segmento Mr. Know-All, de Ken Annakin
- 1951 : Circle of Danger, de Jacques Tourneur
- 1952 : The Tall Headlines, de Terence Young
- 1952 : The Happy Family, de Muriel Box
- 1952 : Treasure Hunt, de John Paddy Carstairs
- 1953 : The Titfield Thunderbolt, de Charles Crichton
- 1954 : You knows what Sailors are, de Ken Annakin